# EARN IT Act
Lire en ligne

Texte complet

L'Eliminating Abusive and Rampant Neglect of Interactive Technologies (EARN IT) Act of 2020 (en français, « l'acte de 2020 - Élimination de la négligence abusive et effrénée vis-à-vis des technologies interactives ») est une loi proposée par le Congrès des États-Unis pour réglementer le chiffrement. Un groupe bipartite, composé des sénateurs Lindsey Graham, Josh Hawley, Dianne Feinstein, et Richard Blumenthal, introduit la proposition au sénat le 5 mars 2020.
Si elle est adoptée, la loi créera une commission de 15 membres, dont des fonctionnaires et des experts de grands patrons[pas clair] pour définir, avec l'assentiment du procureur général des États-Unis, de bonnes pratiques quant au traitement du contenu en ligne lié à l'exploitation ou l'abus sexuel sur mineur. Cette commission aurait comme attente que les fournisseurs d'accès à Internet suivent « volontairement » ces pratiques, et aurait le pouvoir de pénaliser les sociétés qui iraient à l’encontre de ces pratiques réprimant les contenus faisant l’objet de ce projet de loi. Par exemple, la section 230 du Communications Decency Act confère l'immunité, face aux procédures civiles, aux sociétés qui fournissent des services de stockage en ligne hébergeant du contenu généré par leurs utilisateurs. Aussi, une société qui n’irait pas dans le sens des bonnes pratiques promulguées par la commission se verrait perdre son immunité.

## Le soutien

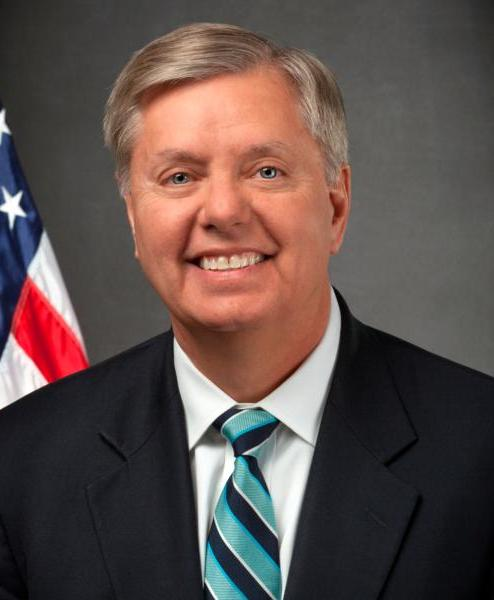
Sénateur Lindsay Graham, un supporter

Graham dit, « Ce projet de loi est un premier pas important. Pour la première fois, nous devrons mériter notre immunité totale concernant la protection des mineurs. Notre objectif est de procéder d'une manière équilibrée sans trop entraver l’innovation, tout en s’attaquant avec vigueur à l'exploitation des enfants. ». La proposition a le soutien bipartite de ses sponsors et des groupes comme le National Center for Missing & Exploited Children et le National Center on Sexual Exploitation (en),.

## L'opposition

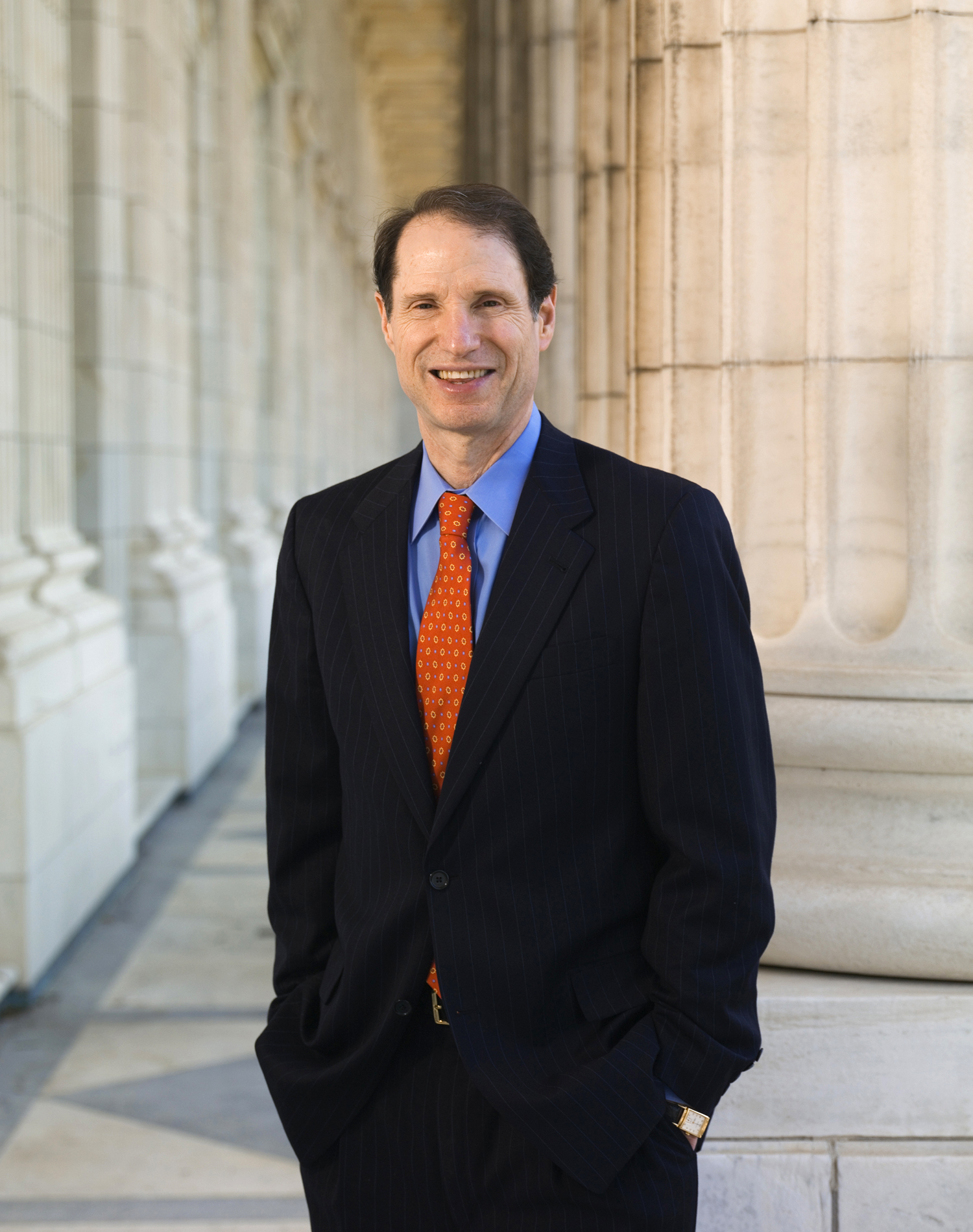
Sénateur Ron Wyden, un opposant

Des groupes de la liberté d'expression comme l'Electronic Frontier Foundation et l'American Civil Liberties Union ; l'organisation de lobbying concernant la technologie, l'Internet Association ; et les défenseurs d'Internet critiquent la proposition. Ils reconnaissent que quelques de ces « bonnes pratiques » fourniraient probablement une porte dérobée à la police concernant le chiffrement utilisé sur les sites Web, et démonteraient ainsi l'approche de la section 230. Le Sénateur Ron Wyden décrit la proposition comme « un effort transparent et profondément cynique de la part de quelques sociétés bien connectées et de l'administration Trump pour utiliser l'abus sexuel des enfants à leur avantage politique, sans se soucier de l'impact sur la liberté d'expression, la sécurité et la vie privée de chaque Américain. »,
En avril 2020, Signal Messenger publie un billet du blogue concernant l'EARN IT Act, en disant: « Quelques géants de technologie pourraient hypothétiquement porter le fardeau de plusieurs centaines de nouveaux procès s'ils devenaient soudainement responsables des trucs aléatoires que leurs utilisateurs disent, mais une petite organisation à but non lucratif comme Signal ne pourrait pas continuer de fonctionner aux États-Unis. »,